# Stefan Herre (Blogger)
Stefan Herre (* 23. August 1965 in Köln) ist ein deutscher Blogger. Er ist Gründer und Mitbetreiber des Weblogs Politically Incorrect, die sich als die publizistische Heimat von Rechtsextremen und Islamfeinden etabliert hat und seit 2021 vom Verfassungsschutz beobachtet wird.

## Leben

### Familie, Jugend und Beruf
Stefan Herre wuchs im Kölner Stadtteil Thielenbruch in einem bürgerlichen Elternhaus auf. Nach einem abgebrochenen BWL-Studium hat er an der Sporthochschule Sport auf Diplom studiert. Er ist nach eigener Aussage Sportlehrer, laut Yasemin Shooman Grundschullehrer. Er war aber nie in diesem Beruf tätig, sondern hat als Schwimmlehrer in einem Schwimmbad gearbeitet.

### Politische Aktivitäten
Herre schrieb ab den 1980ern zunächst hauptsächlich Leserbriefe an deutsche Tageszeitungen, in denen er nationale und internationale Politik kommentierte, sich für eine starke Anbindung Deutschlands an die USA aussprach und vor allem die Partei Bündnis 90/Die Grünen und den Islam kritisierte. Im Jahr 2004 gründete er den Blog Politically Incorrect, mit dem er sich gegen eine von ihm ausgemachte antiamerikanische Grundhaltung in den deutschen Medien wandte; er nahm auch an Pro-Bush-Demonstrationen während dessen Deutschlandbesuch teil. Nach dem Erscheinen der Mohammed-Karikaturen in der dänischen Zeitung Jyllands-Posten 2005 schwenkte seine Seite immer mehr auf einen antiislamischen Kurs ein und wurde zu einem der meistbesuchten deutschsprachigen Blogs. Durch ihre starke Stellung kam auch Herre eine hervorgehobene Position im Spektrum der deutschen antiislamischen Organisationen, Medien und Parteien zu. Er knüpfte verschiedene Kontakte, etwa zur rechtspopulistischen Pro-Bewegung, der Bürgerbewegung Pax Europa oder deren Mitglied René Stadtkewitz, damals Abgeordneter der Berliner CDU-Fraktion. Herre war auch zeitweilig Autor der Jungen Freiheit.
Seit 2007 erhielt Herre nach eigenen Angaben wiederholt Morddrohungen, worauf er sich weitgehend aus der Öffentlichkeit zurückzog. Herre verlegte den Serverstandort von PI ins Ausland und gab die Verantwortung nach eigener Mitteilung (allerdings nur für die offizielle und öffentliche Darstellung, nicht PI-intern) an eine anonyme Person aus dem Ausland ab. Wie später bekannt wurde, war dies die Schweizer Pfarrerin Christine Dietrich. Presseinterviews gab er seitdem nur noch selten. Mitte 2010 begann sich das Verhältnis zwischen Herre und der Pro-Bewegung abzukühlen. Politically Incorrect, das bis dato wohlwollend über Pro Köln berichtet hatte, wurde kritischer in seiner Berichterstattung und reduzierte seine Beiträge über die Pro-Parteien deutlich. Herre und Stadtkewitz reisten 2010 in die Niederlande und luden den Politiker Geert Wilders zu einer Rede nach Berlin ein. Im September 2011 berichteten verschiedene Zeitungen der DuMont-Gruppe, dass sich Herre nicht aus der aktiven Arbeit bei Politically Incorrect zurückgezogen und er die Leitung offiziell an Christine Dietrich abgegeben habe, die bereits 2007 ihren Abschied von dem Blog bekannt gegeben hatte. Die Berichte der Zeitungen betonten vor allem den Einfluss und die Kontakte, die Herre in der deutschen wie der internationalen antiislamischen Szene besitze. Der Spiegel bestätigte ebenfalls im September 2011 in einer eigenen Dokumentation der geleakten Skype-Kommunikation der Blog-Macher nach den Anschlägen in Norwegen 2011, dass Herre weiterhin zum „Führungszirkel“ von Politically Incorrect gehöre. Während der Corona-Pandemie rutschte Stefan Herre deutlich ins Querdenker-Milieu ab und positionierte sich als klarer Impfgegner. Während dieser Zeit verlagerten sich sein Aktivitäten in Telegram-Kanäle.

## Rezeption
Herre wird eine Schlüsselfunktion im rechtspopulistischen und islamfeindlichen Spektrum Deutschlands beigemessen. Dabei werden ihm neben Tendenziösität in seinen Berichten auch eine wohlwollende Haltung gegenüber beleidigenden sowie potentiell rassistischen und volksverhetzenden Kommentaren von Nutzern des Blogs vorgeworfen, die von den Moderatoren der Webseite bewusst nicht entfernt würden. Herre erklärt dies hingegen mit dem hohen Kommentaraufkommen, das die Moderation überfordere.

## Auszeichnung
- 2011: Hiltrud Schröter Freiheitspreis, Pax Europa